# Condylostylus bicoloripes
Condylostylus bicoloripes är en tvåvingeart som först beskrevs av Van Duzee 1929. Condylostylus bicoloripes ingår i släktet Condylostylus och familjen styltflugor.
Artens utbredningsområde är Panama. Inga underarter finns listade i Catalogue of Life.